# تفجير شبرا الخيمة
تفجير شبرا الخيمة 20 أغسطس 2015 هو هجوم إرهابي بسيارة مفخخة، وقع في 20 أغسطس 2015 بمدينة شبرا الخيمة بمحافظة القليوبية المصرية. واستهدف التفجير مبنى الأمن الوطني. أسفر الحادث عن وقوع 30 مصاباً، بالإضافة إلى انهيار جزء كبير من مبنى الأمن الوطني وتصدع المنازل والمدارس المجاورة له. وأعلن تنظيم الدولة الإسلامية في مصر مسؤوليته عن الهجوم.